# Opowieść o dinozaurach
Opowieść o dinozaurach (ang. We’re Back! A Dinosaur’s Story) – amerykański animowany film science fantasy z 1993 roku na podst. książki dla dzieci We’re Back! A Dinosaur’s Story Hudsona Talbotta.

## Fabuła
Kapitan Zacny wraz z Vorbem przenosi się w czasy prehistoryczne, kiedy na ziemi żyły dinozaury. Kilka z nich karmi swoimi płatkami Nowy Umysł, które powodują, że przestają być one agresywne i zyskują ponadprzeciętną inteligencję. Odmienione w ten sposób wielkie gady zgadzają się odbyć z kapitanem podróż do współczesności, by spotkać się z doktor Bleeb z Muzeum Historii Naturalnej. W ten sposób marzenia dzieci o spotkaniu dinozaura zostaną spełnione. Nie docierają jednak na miejsce. Razem ze swoimi nowymi przyjaciółmi − grupką rezolutnych dzieci − trafiają w ręce złego profesora Zaślepa, który ma względem nich niecne plany.

## Obsada głosowa
- John Goodman − Rex
- Joey Shea − Louie
- Yeardley Smith − Cecylia Nuthatch
- Felicity Kendal − Elsa
- René LeVant − Woog
- Charles Fleischer − Dweeb
- Walter Cronkite − Kapitan Zacny
- Kenneth Mars − Profesor Zaślep
- Martin Short − Stubbs
- Jay Leno − Vorb
- Julia Child − dr Bleeb
- Blaze Berdahl − Buster
- Rhea Perlman − mama Bustera
- Larry King − on sam

## Wersja polska
Wersja polska: TVP Agencja Filmowa

Reżyseria: Dorota Kawęcka

Tłumaczenie i dialogi: Dorota Dziadkiewicz

Dźwięk i montaż: Jakub Milencki

Teksty piosenek: Wiesława Sujkowska

Opracowanie muzyczne: Piotr Gogol

Kierownictwo produkcji: Monika Wojtysiak

Udział wzięli:
- Tomasz Steciuk − Rex
- Brygida Turowska − Louie
- Julia Kołakowska − Cecylia Nuthatch
- Izabela Dąbrowska − Elsa
- Zbigniew Konopka − Woog
- Waldemar Barwiński − Dweeb
- Włodzimierz Press − Kapitan Zacny
- Andrzej Gawroński − Profesor Zaślep
- Mieczysław Morański − Stubbs
- Jarosław Boberek −
  - Vorb,
  - niedoszła ofiara Rexa,
  - akrobata w stroju kostuchy
- Joanna Jędryka − dr Bleeb
- Beata Jankowska-Tzimas − Buster
- Joanna Węgrzynowska −
  - mama Bustera,
  - dzieci ze stacji życzeń
- Robert Tondera −
  - tata Bustera,
  - Larry King,
  - policjant,
  - zapraszający do cyrku Zaślepa
- Monika Wierzbicka − dzieci
- Hanna Kinder-Kiss −
  - dzieci ze stacji życzeń,
  - dzieci na paradzie,
  - kobieta w programie Larry’ego Kinga, punkówa
- Anna Apostolakis −
  - rodzeństwo Bustera,
  - dzieci ze stacji życzeń,
  - dzieci na paradzie
- Dariusz Błażejewski −
  - przechodzień,
  - wojskowy,
  - punk,
  - sprzedawca orzeszków
- Klaudiusz Kaufmann − pilot

Lektor: Krzysztof Mielańczuk